# Общество художников-ксилографов
Общество гравёров-ксилографов (1920 — до настоящего времени); художественное объединение, сформировавшееся в Англии в конце 1910-х годов. После большого перерыва Общество было возобновлено в 1984 году усилиями Хилари Пейнтер (англ.).

## История
Всё началось в Школе изящных искусств Слейд, Лондон, где учились Ноэл Рук (англ.) и Роберт Гиббингс, вскоре после опубликования в журнале The Studio (1919) содержательно значимой статьи, которую сопровождало множество ксилографий, в том числе, исполненных в две краски.
Выставки Общества проходили в The Redfern Gallery (англ.) (Лондон;
основана в 1923), в Gallery Zwemmer (Лондон), и др.

## Концепция
Общество гравёров-ксилографов, в первую очередь, культивировало специфику своего ремесла. ставило перед собой задачу всячески превозносить в искусстве ксилографии след руки художника, как отпечаток авторской воли, как материализацию его сознания. Белая линия на чёрной поверхности воспринималась, как непосредственное выражение энергии создателя графического произведения. Эта энергия направляет движение резца по доске, а запечатлённый след — есть живое свидетельство здесь-присутствия (в хайдеггеровской терминологии) художника.
Важнейшим критерием качества и полноценности гравюры выдвигалось соединение в одном лице автора замысла и гравёра-исполнителя. Эта философия противопоставлялась практике гравюры на дереве, характерной для XIX века; тогда искусный мастеровой, — профессионал-гравёр изготовлял печатную доску по рисунку, предложенному художником-автором.

В наше время необходимость копийной гравюры отпадает. Есть фотомеханические способы. И торцовая гравюра получает теперь смысл только как авторская, резанная самим художником, по его замыслу. <…> Приступая к гравированию, делаем эскиз на бумаге; затем прорисовываем его чёрной тушью на доске; и в конце концов всю доску, весь рисунок затемняем полутоном, составленным жидкой тушью. Таким образом доска уже не светлая, а полутёмная. Затем штихелями гравируешь, и каждый твой штрих, обнажая дерево, как бы рисует светлым штрихом по тёмной доске твой рисунок.— Владимир Фаворский 
В целом, импульс новому движению дал Ноэл Рук (англ.).

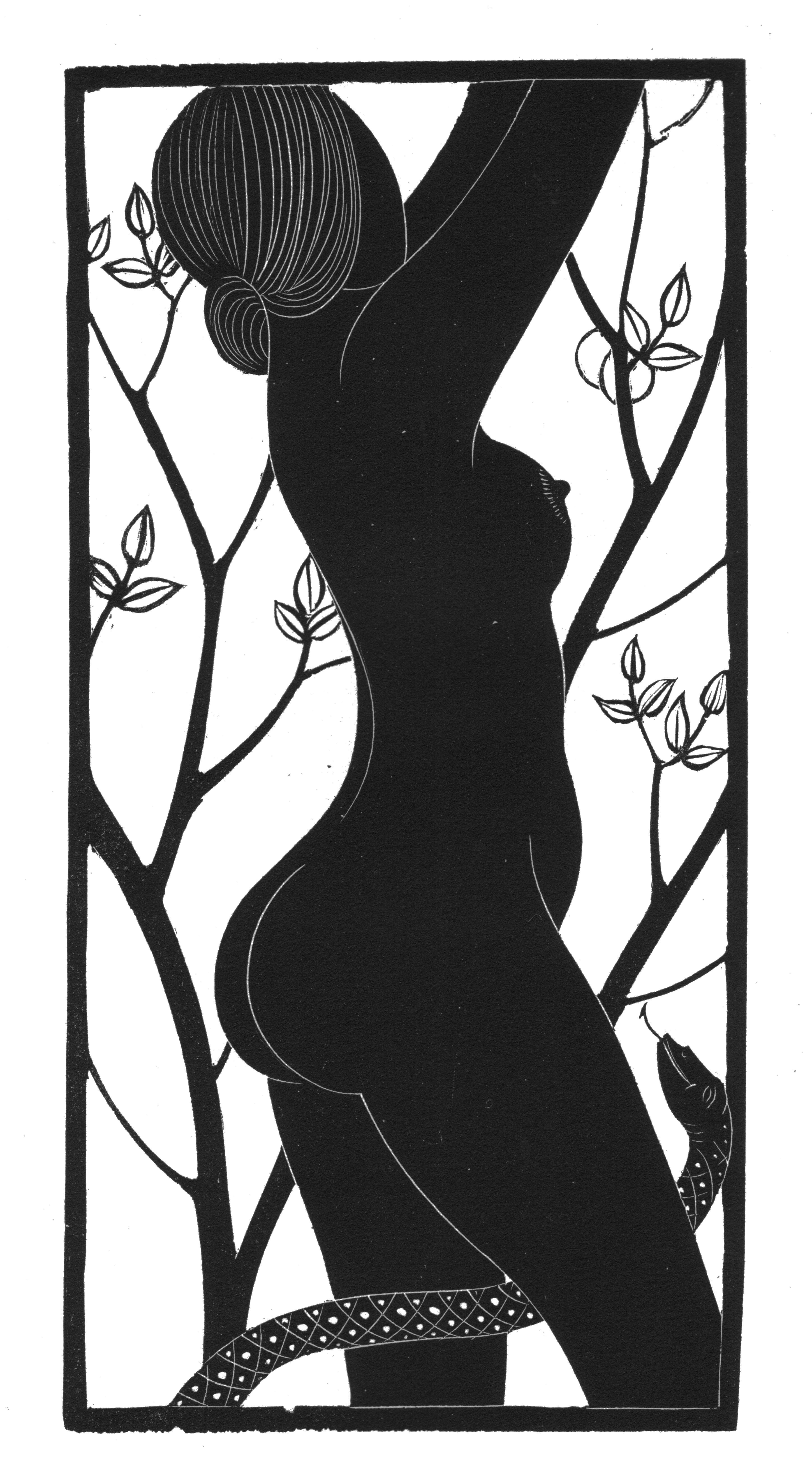
Эрик Гилл. Ева. Гравюра на дереве

## Состав Общества
Помимо упомянутых художников-основателей (Ноэл Рук (англ.), 1881—1953 и Роберт Гиббингс, 1889—1958), вскоре после образования Общества, в него входили:
- Эдвард Гордон Крейг (1872—1966, театральный и оперный режиссёр- символист, художник);
- Эрик Гилл (англ.) (1882—1940, скульптор, резчик по камню и гравёр, связанный с Движением искусств и ремёсел);
- Питер Хэгрин (англ.) (1890—1988, гравёр);
- Сидни Ли (1866—1949, гравёр и живописец, один из основателей Общества гравёров-ксилографов);

член Королевской академии художеств);
- Пол Нэш (1889—1946, живописец, иллюстратор, дизайнер и гравёр);
- Нэш, Джон (1893—1977, иллюстратор и график, младший брат Пола Нэша);
- Люсьен Писсарро (1863—1944, живописец-пейзажист, сын Камиля Писсарро);
- Гвен Рэвирэт (англ.) (1885—1957, художница, гравёр, внучка по отцовской линии Чарльза Дарвина).

Здесь перечислена только часть членов объединения.

## Восстановление

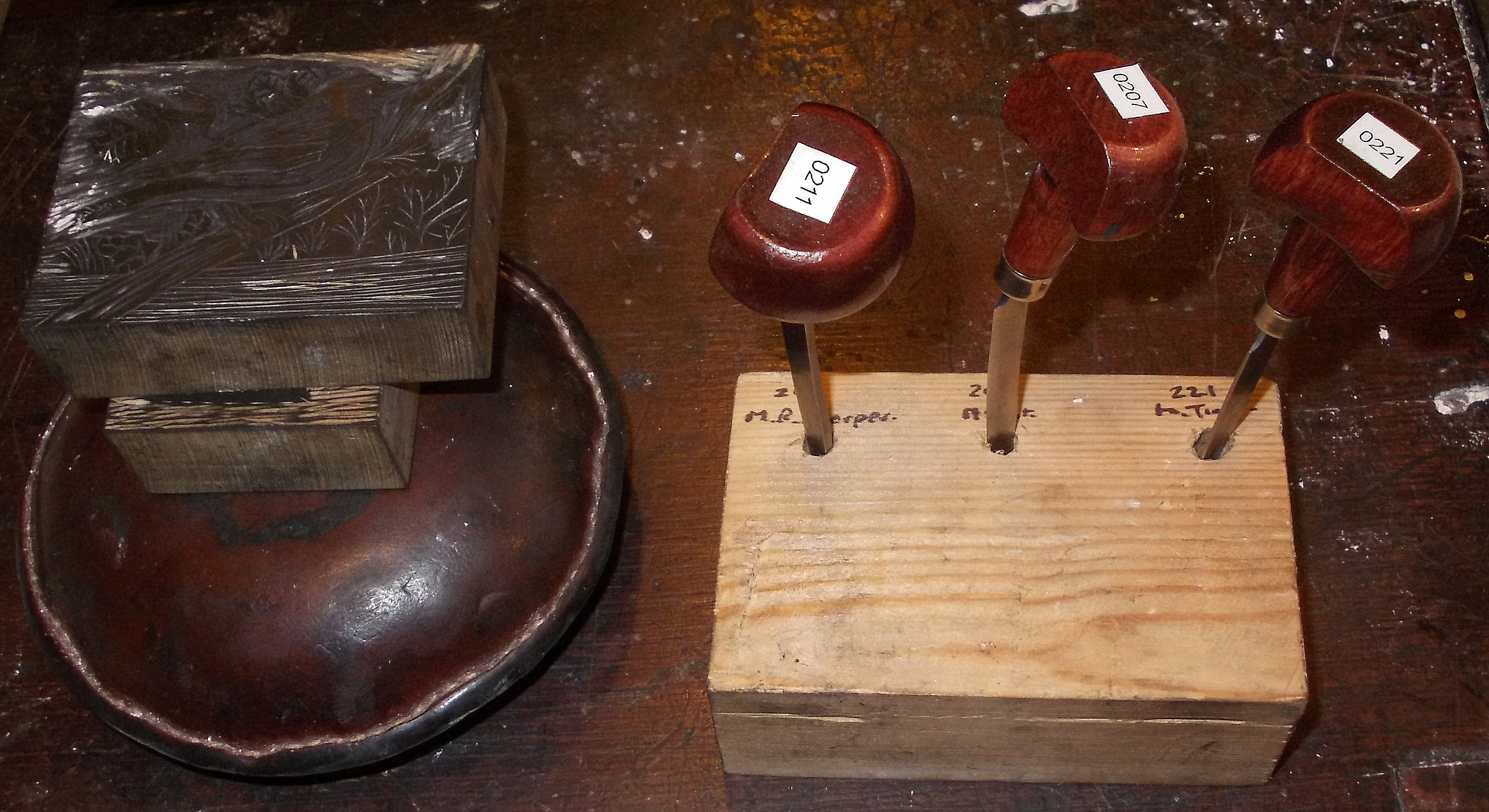
Инструменты гравёра-ксилографа

Деятельность общества была возобновлена в 1984 усилиями Хилари Пейнтер (Hilary Paynter), родившейся в Данфермлине, Шотландия и подолгу работавшей на Мальте и в Китае. Современное Общество систематически организует выставки, регулярно издаёт информационный бюллетень под названием «Multiples», а в 2009 году получило награду на конкурсе «Originals».

## Изображения в сети
- Hilary Paynter Tres Pinos 18,0 × 25.0 cm.
- Самсон и Далила, 1925 Архивная копия от 5 марта 2016 на Wayback Machine (Роберт Гиббингс)
- Один из наших завоевателей Архивная копия от 15 февраля 2015 на Wayback Machine (Питер Хэгрин (англ.)) Neil. Change / Adventures in the Print Trade (17 февраля 2010). Дата обращения: 25 мая 2015. Архивировано 4 марта 2016 года.
- Буря (шекспировский Король Лир), 1920 Архивная копия от 5 марта 2016 на Wayback Machine (Эдвард Гордон Крейг)  Архивная копия от 4 марта 2016 на Wayback Machine  Архивная копия от 4 марта 2016 на Wayback Machine